# Ad maiorem Dei gloriam
Ad maiorem Dei gloriam ou en lettres ramistes Ad majorem Dei gloriam est une locution latine qui signifie « Pour une plus grande gloire de Dieu » et qui se rencontre dans les œuvres de Grégoire le Grand : « sed ad maiorem Dei gloriam vicit pietas illud pectus virtutis » ; l'Abbé Henry dans sa traduction en français publiée par Mame à Tours en 1855  écrit : « Mais, pour la plus grande gloire de Dieu, la charité triompha dans ce cœur vertueux ». On la rencontre aussi sous le sigle fait de l'initiale de chaque mot A.M.D.G. ou AMDG. Autrefois cette abréviation était habituellement inscrite par les élèves en tête de tous leurs travaux, pour qu'ils se souviennent que leur étude était une mission et que le savoir qu'ils accumulaient devait plus tard être mis au service du royaume de Dieu.

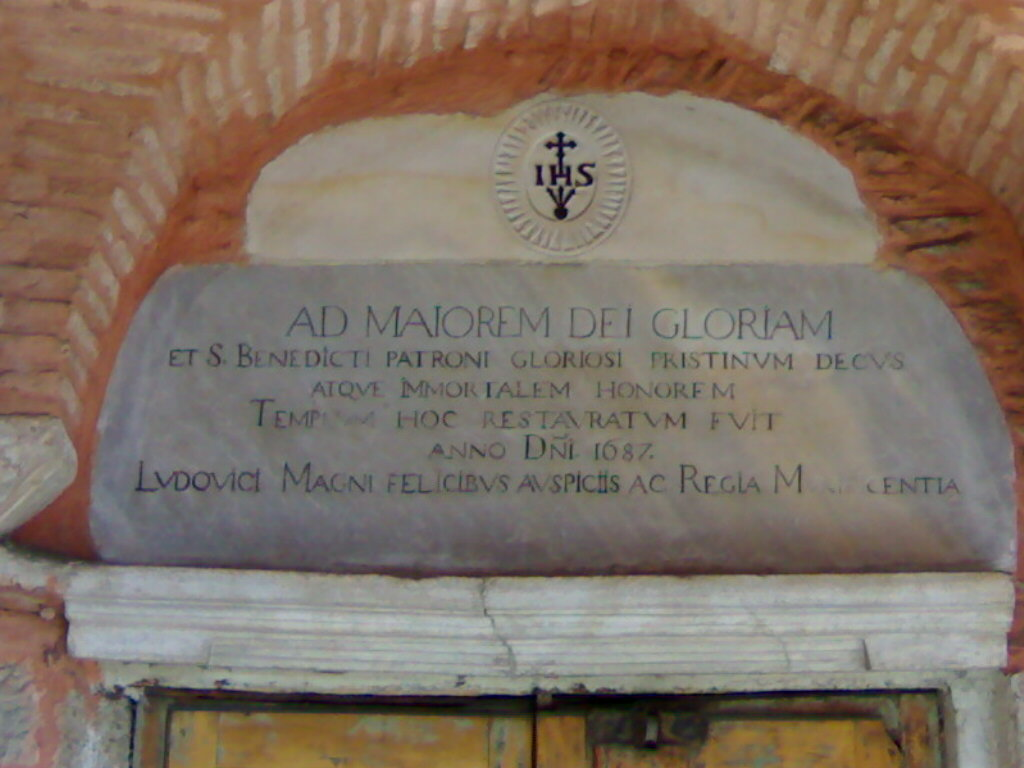
L'inscription sur la porte de l'église Saint-Benoît à Istanbul, rappelant la restauration de 1687.

Elle est surtout connue pour être la devise (non officielle) des membres de la Compagnie de Jésus appelés Jésuites.

## La devise des Jésuites
L’expression en tant que telle n’est pas fréquemment utilisée par son fondateur Ignace de Loyola, sinon dans ses lettres.

Cependant, les thèmes de la gloire de Dieu et du Magis ignatien (« davantage ») qui s’allient pour former cette devise sont très présents dans les écrits du saint.

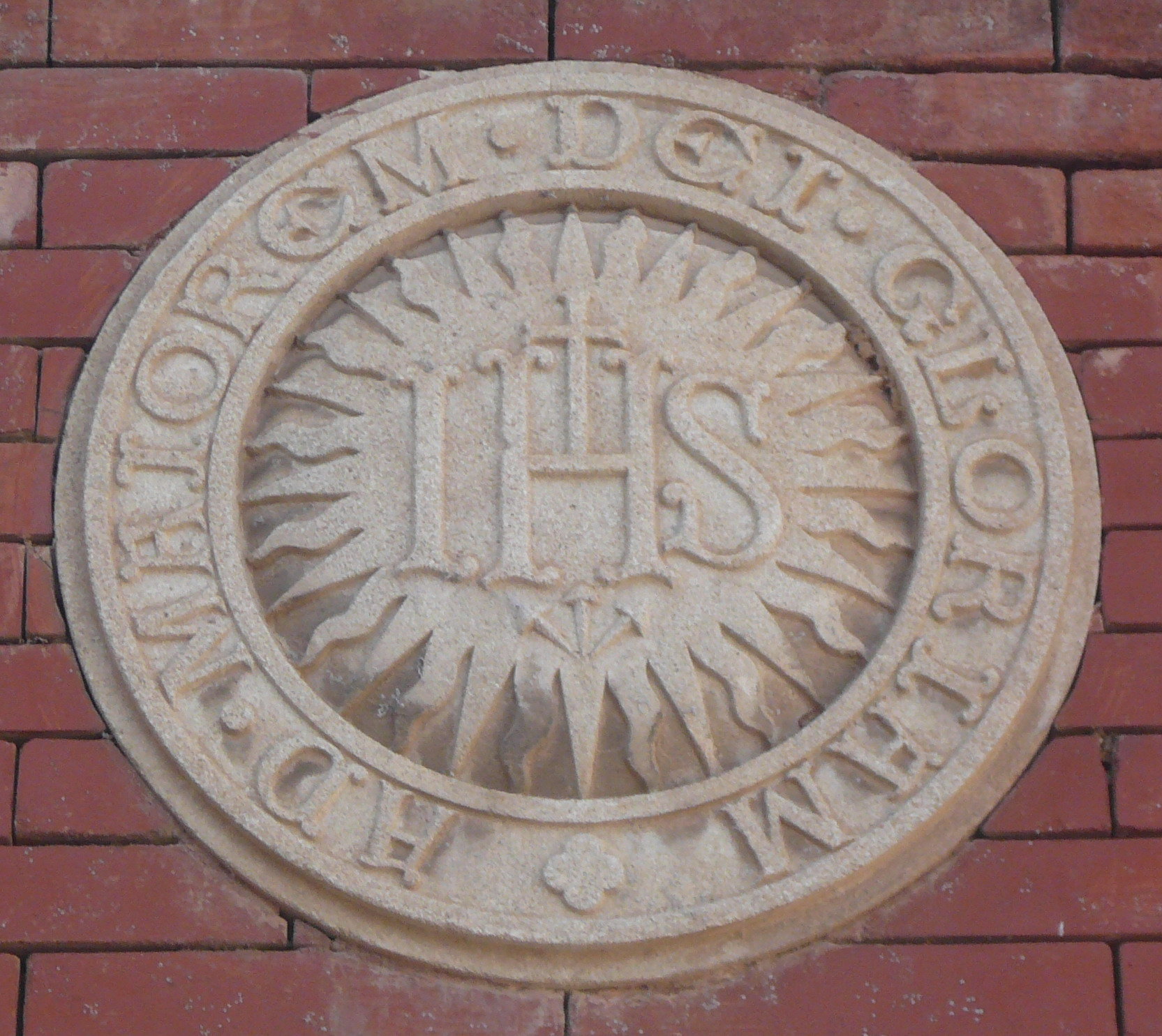
Médaillon de pierre apposé sur un mur du « Collegi San Ignasi de Sarria » à Barcelone avec, en son centre, le monogramme trilittère « IHS » qui signifie Jésus en grec et, au pourtour, la sculpture en bas-relief de « Ad maiorem Dei Gloriam »

### La gloire de Dieu
Le service, la gloire et la louange de Dieu (ou de la Divine Majesté) sont au principe même de la conversion d’Ignace de Loyola. L’inactivité forcée de sa convalescence à Loyola est meublée de lectures pieuses. La recherche des honneurs du monde, qui guidait jusqu’alors toute sa vie de chevalier, devient soif de l’honneur de Dieu. Lorsque son désir d’aider les âmes lui fait composer son livret des Exercices spirituels, le thème de la gloire de Dieu revient souvent. Il y invite le retraitant à chercher « service, louange et gloire de Dieu ».

### Magis
De sa vie de chevalier — car il était plutôt chevalier que soldat — Ignace de Loyola garde l’idéal de la soif de dépassement, du meilleur, du plus courageux. Tout cela se résume dans le Magis (le « davantage ») que l’on trouve souvent dans son récit autobiographique. D’abord il désirait en faire plus que les saints les plus austères. Il comprit progressivement qu’il était appelé à un autre type de dépassement : dans le choix d’un état de vie, dans les décisions concrètes d’engagement personnel, il importait d’aller vers ce qui rendait davantage honneur à Dieu et de ne pas se contenter de ce qui était autorisé, ou même simplement « bien ».

### La plus grande gloire de Dieu
Ces deux courants s’allient dans les textes et la spiritualité d'Ignace, surtout à partir du moment où il désire donner une orientation à ses compagnons et à la toute jeune Compagnie de Jésus. Si les thèmes de service, louange, honneur et majesté divine sont présents dans les plus anciennes lettres que nous avons de lui, l’expression « la plus grande gloire de Dieu » se trouve sous sa plume en 1537, peu après la formation du premier groupe d’amis dans le Seigneur. Dans une lettre à Simon Rodrigues, en mars 1542, on rencontre pour la première fois l’expression telle qu’elle est connue aujourd’hui : « Pour la plus grande gloire de Dieu ». Elle reviendra de plus en plus fréquemment dans la correspondance d’Ignace de Loyola.

### Popularisation de l’AMDG
Jérôme Nadal, un proche d'Ignace de Loyola, voyage partout en Europe à partir de 1559 pour faire connaître aux communautés jésuites le premier texte des Constitutions ; il popularise l’expression comme résumant l’idéal apostolique ignatien et le dessein de la Compagnie. Ce n’est que plus tard cependant que cette expression — ou son sigle AMDG — devient (sans caractère officiel) une sorte de devise de la Compagnie. L’édition de 1606 des Constitutions porte pour la première fois, sous le portrait de saint Ignace, le texte Ad maiorem Dei gloriam.
Pour Ignace, le service et l’honneur de Dieu ne sont jamais compris dans le sens restrictif de culte envers Dieu. Le service des hommes, quel qu’il soit, est toujours considéré, tout au long de l’histoire de la Compagnie, comme étant à la gloire et la louange de Dieu.
L'ensemble forme un tout avec le quatrième vœu, qui induit l'obéissance au pape. Les Constitutions précisent : « Il est bon de rappeler dans quelle intention la Compagnie a fait le vœu d'obéir, sans alléguer d'excuse, comme au Souverain Vicaire du Christ : il s'agissait d'être envoyé parmi les fidèles ou les infidèles, partout où il jugerait que ce serait utile pour la plus grande gloire divine et le plus grand bien des âmes. »
La locution ou son sigle sont utilisés dans un très grand nombre de situations concernant les Jésuites, par exemple :

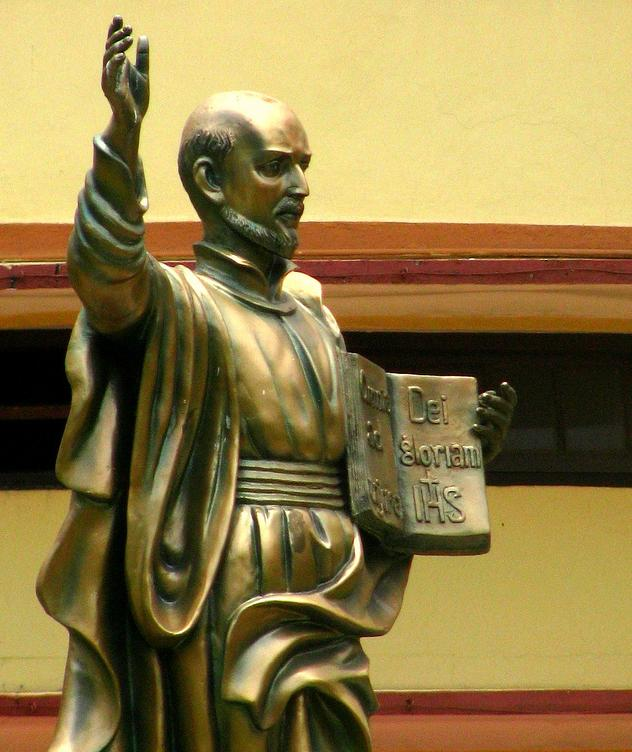

- lorsque Ignace de Loyola est représenté tenant un livre, la locution ou le sigle est souvent inscrit sur le livre ; par exemple en Inde, dans l'état du Jharkhand dans la ville de Jamshedpur, une statue en bronze d'Ignace de Loyola se trouve au milieu du jardin du cloître de l'école Loyola (en)[10] représenté portant un livre sur lequel est écrit  Omnia ad majorem Dei gloriam ;
- dans les milieux scolaires et universitaires tenus par des Jésuites, il est d'usage courant que les élèves et les étudiants écrivent les initiales AMDG en haut de chacune des pages de leurs devoirs, afin qu'ils se souviennent toujours que même leurs devoirs doivent être faits à la gloire de Dieu[11] ;
- la locution est citée à plusieurs reprises par le personnage jésuite du livre de Flann O'Brien, Une vie de chien[12] ;
- A.M.D.G. A world is not enough (Loyola Productions, Inc.), en français, A.M.D.G. Un monde ne suffit pas est le titre d'un film publié en 2006 et entièrement conçu, tourné, monté, réalisé par des Jésuites du monde entier, à l'occasion du 450e anniversaire de la mort d'Ignace de Loyola. La première a eu lieu à Javier en Espagne le 29 novembre 2005, pour la fête de saint François Xavier. La musique en a été composée par Matthew Ferraro sous le titre Ad Maiorem Dei Gloriam : Chœur Mixte et Piano/Orgue ;
- Ad majorem Dei gloriam apparaît au générique du film de 2016 de Martin Scorsese, Silence, sur la persécution des chrétiens japonais et des Jésuites qui les ont convertis au XVIIe siècle.

Mais la locution ou son sigle sont aussi utilisés dans les milieux catholiques sans lien direct avec les Jésuites :
- dans le monde anglo-saxon, Jack Fingleton (en), un fameux joueur, journaliste et commentateur de cricket australien, fervent catholique, fait une exergue de ces initiales AMDG dans chacun de ses livres sur le cricket[13].

## Autres utilisations
Cette locution latine (sous sa forme ramiste ou pas) est reprise dans bien d'autres situations.

### Dans la musique

#### Titres d’œuvres
Plusieurs œuvres musicales (de compositeurs qui ne sont pas tous Jésuites) portent cette locution comme titre. Chronologiquement :
- une messe à quatre voix écrite en 1699 par André Campra (1660-1744)[14]
- une œuvre de musique vocale a capella par un chœur mixte à 4 voix écrite en 1939 par Benjamin Britten, non jouée de son vivant, éditée de façon posthume et créée à Londres en 1984[15],[16]
- un cantique fait de cette seule locution est la dernière pièce d'une messe écrite en 1994 par Jacques Berthier, organiste de 1961 à sa mort en 1994 de l'église Saint-Ignace-de-Loyola à Paris, pour célébrer le 5e centenaire de la naissance d'Ignace de Loyola
- une œuvre sous-titrée Fanfare for chorus and organ de William Mathias (en) dont la partition est publiée en 2002 par Oxford University Press, Music Department. Cette œuvre commandée par l'Université d'Oxford est créée par le chœur de Stonyhurst à l'occasion du 400e anniversaire de cette université anglaise
- un cantique fait de cette seule locution mise en musique par Vlastimil Dufka, évêque et jésuite slovaque en 2008
- une pièce liturgique composée en 2014, par le musicien catholique américain Dan Schutte (en) particulièrement adaptée pour la louange et les processions,
- un cantique de Laurent Grzybowski (paroles et musique).

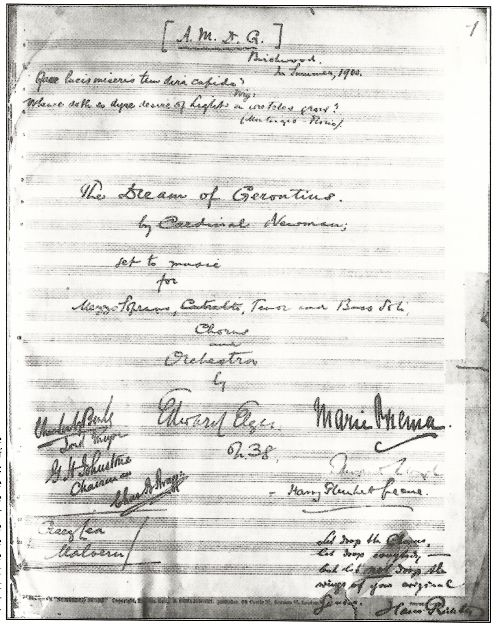
Première page de la partition manuscrite de The dream of Gerontius, signée par le compositeur et les interprètes de la création avec [A.M.D.G.] bien lisible tout en haut

#### Sigle AMDG en exergue de la partition ou en titre d'unalbum
- En 1900, Edward Elgar utilise A.M.D.G. comme dédicace de sa mise en musique du poème du cardinal Newman intitulé The Dream of Gerontius (Le rêve de Géronte) ;
- Un enregistrement de l'organiste Pascal Reber (1961-) en collaboration avec Marc Baumann et comportant diverses œuvres, porte le titre de Ad Majorem Dei gloriam[17] ;
- Le 27 février 2021 la Communauté du Chemin Neuf, sous le vocable Chemin neuf Worship produit un album de 11 cantiques intitulé AMDG.

### Dans la littérature
Plusieurs textes littéraires sont intitulés A.M.D.G ou Ad majorem Dei gloriam ou y font clairement référence. Chronologiquement :
- Dans son article « Gloire » du Dictionnaire philosophique portatif publié en 1764, Voltaire y critique vertement la devise[18] ;
- En novembre 1852, dans son recueil de poèmes Les Châtiments, Victor Hugo intitule au livre premier son poème du chapitre VII Ad majorem Dei Gloriam ; c'est un sévère pamphlet contre les Jésuites[19] ;
- A.M.D.G.est le titre d'un roman satirique de l'écrivain espagnol Pérez de Ayala publié en 1910 puis traduit en français par Jean Cassou et publié en 1929 par La Connaissance ; l'inspiration en est venue à son auteur de ses années de scolarité chez les Jésuites ;
- C'est le titre d'une nouvelle de science-fiction de Mario Tessier Ad majorem Dei gloriam, publiée en quatrième position (pages 109 à 127) dans Les Horizons divergents en 1999 ;
- C'est le titre d'un livre d'art édité à Mexico en espagnol en 2003 par l'Université ibéro-américaine, rédigé par divers universitaires et sous-titré la Compagnie de Jésus promotrice de l'art[20],[21] ;
- Ad majorem Dei gloriam est le titre d'un roman de M'Isey paru en 2016 aux éditions de La Lune Écarlate.

### Dans de nombreuses devises
- Les devises de plusieurs universités américaines : l'Université de Santa Clara, l'Université Loyola de Chicago, l'Université Loyola Marymount à Los Angeles, l'Université Marquette à Milwaukee, l'Université de Saint-Louis, l'Université John Carroll à University Heights (Ohio)
- La devise de prélats de l’Église catholique : John Patrick Foley
- Ou encore dans l'une des devises de la famille de Diesbach

### Dans l'architecture

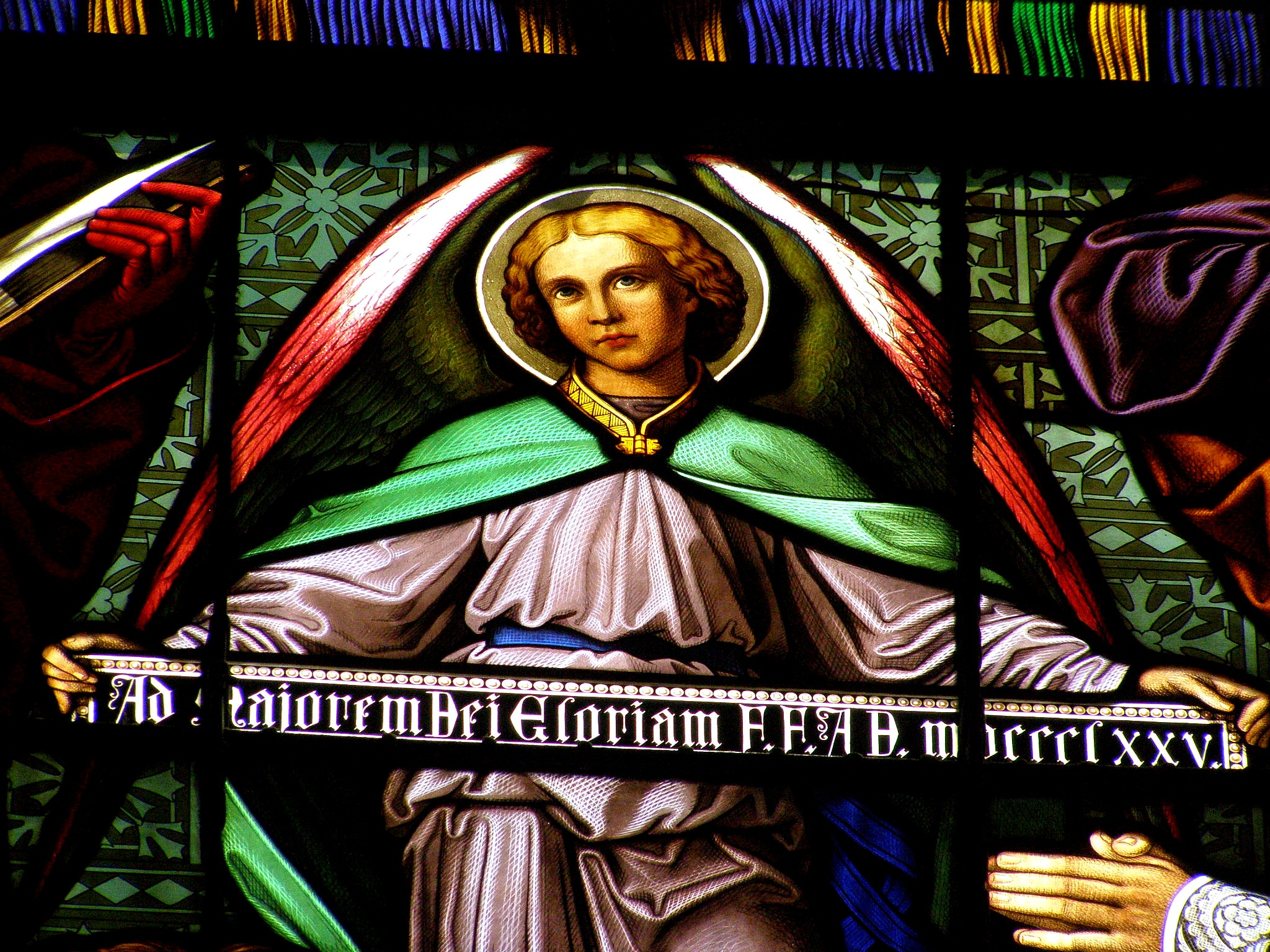
Détail du vitrail de la déposition de Croix dans la nef droite de la cathédrale Saint-Martin de Bratislava.

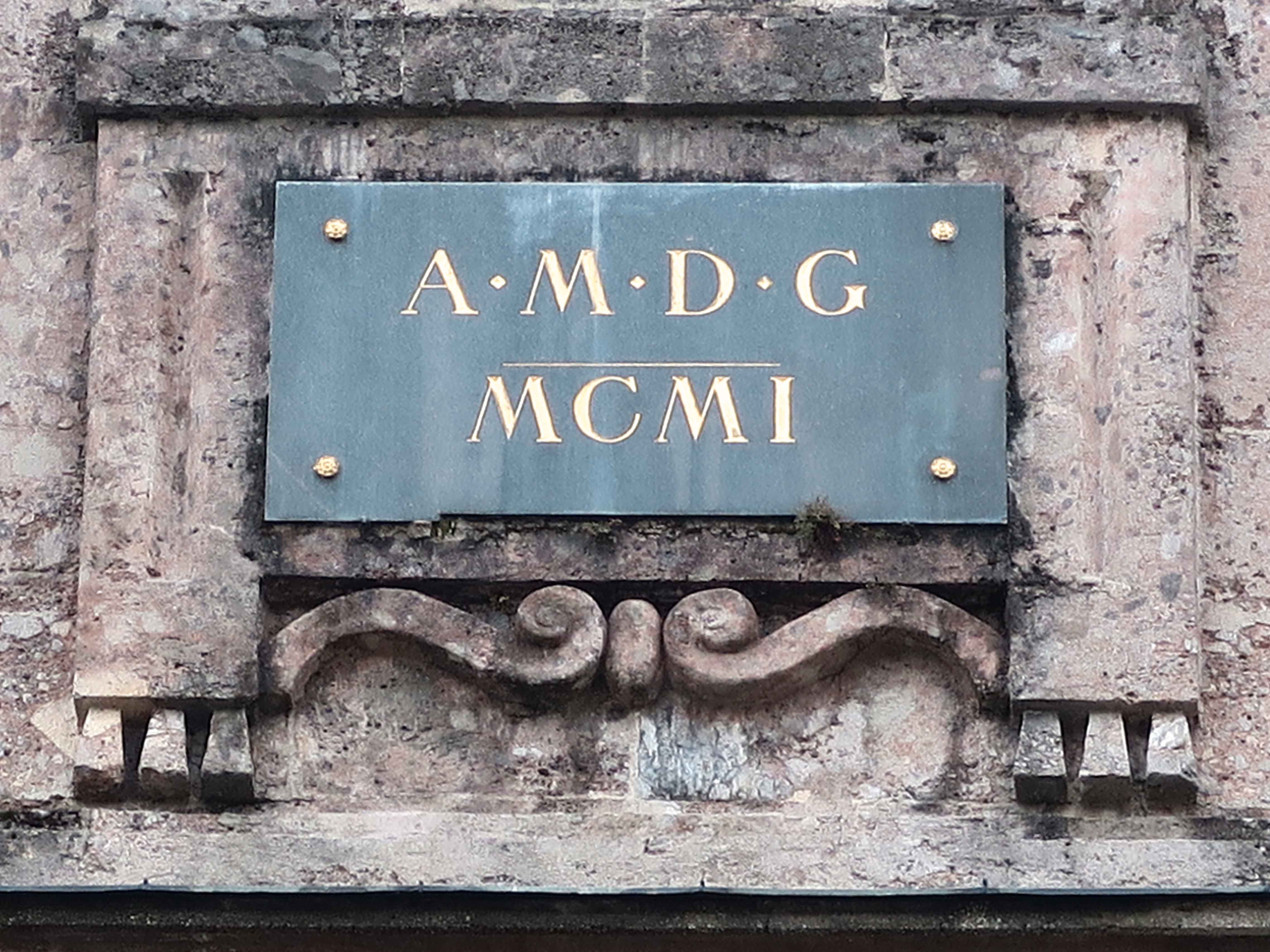
Plaque gravée A.M.D.G et MCMI en haut de la façade de l'Église des Jésuites d'Innsbruck.

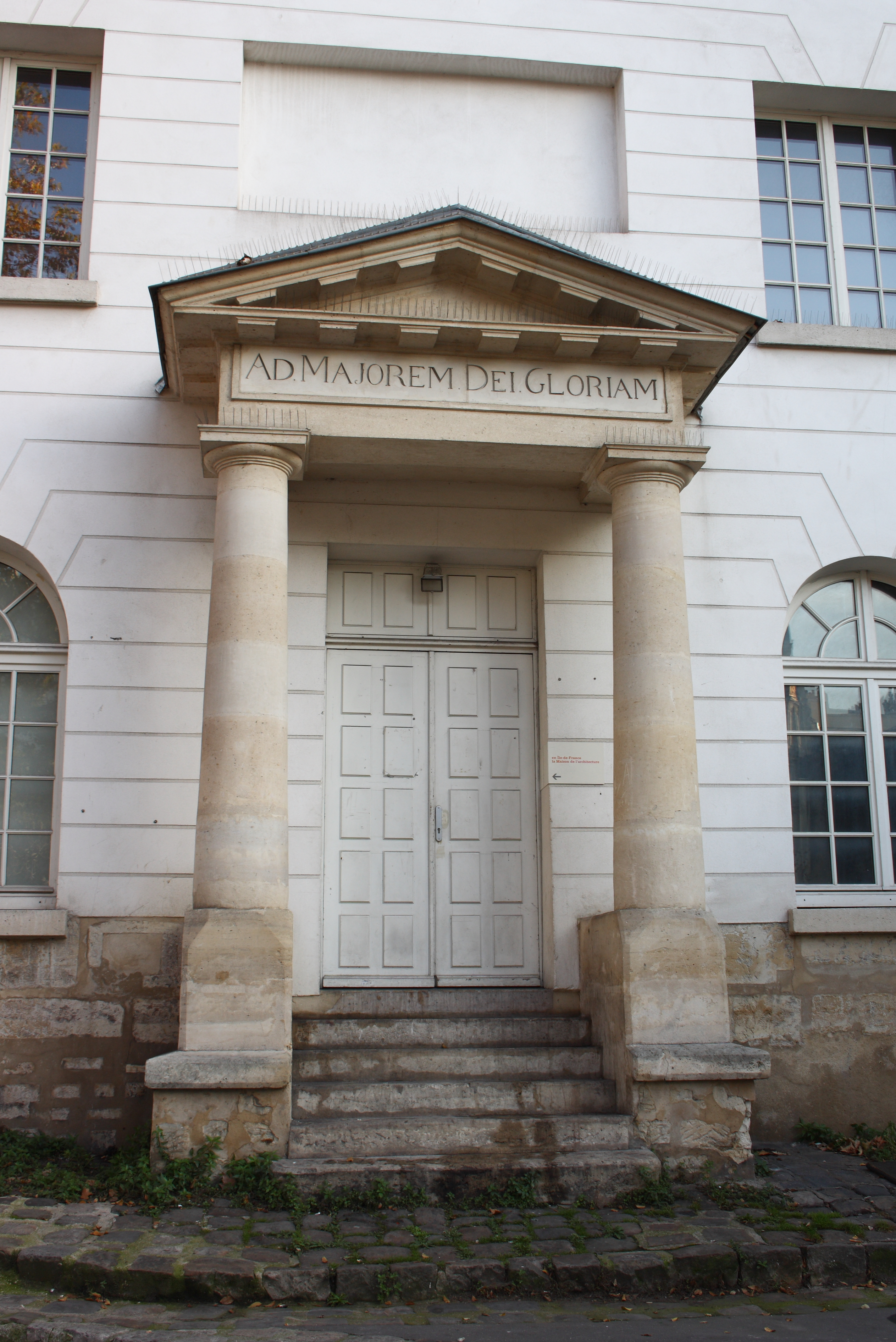
Fronton du portique de la porte d'entrée de la chapelle du couvent des Récollets de Paris.

- Dans des inscriptions gravées sur des murs d'édifices religieux comme :
  - la chapelle Bottemanne (1762, Soignies en Belgique)
  - l'église "Nome di Gesù" à Venise
  - l'un des deux lieux de culte de l’Église d'Écosse de Londres, l'église Saint Colomba (en)
  - l'Église des Jésuites d'Innsbruck où une plaque gravée, apposée tout à fait en haut de la façade, au milieu entre les deux tours, indique A.M.D.G avec en dessous MCMI pour 1901 qui est l'année où les deux tours ont été rajoutées à cet édifice du XVIIe siècle
  - le fronton du portique de la porte d'entrée centrale de la chapelle du couvent des Récollets de Paris.
- Dans des vitraux d'églises :
  - Dans la nef droite de la cathédrale Saint-Martin de Bratislava, au-dessus de la statue équestre de saint Martin donnant la moitié de son manteau à un mendiant (œuvre de Georg Raphael Donner ca 1734), se trouve un vitrail offert au XIXe siècle par Jozef Dankó (sk) (1829-1895) (prévôt dans la cathédrale de St. Martin et professeur à l'Université de Vienne) qui représente une déposition de croix et qui montre à sa partie inférieure le donateur agenouillé sous la main gauche d'un ange ; au-dessus de lui son saint patron personnel saint Joseph et face à lui, de l'autre côté de l'ange, saint Jérome. L'ange tient entre ses mains écartées un phylactère sur lequel est inscrit Ad maiorem Dei Gloriam F.F.A.D. MDCCCLXXV (C'est-à-dire fait en l'an 1875)[22]
  - Dans la Manche, au large du cap de Dungeness, le 15 novembre 1928, dans la nuit par très mauvais temps, le petit navire à vapeur Alice basé à Riga chargé d'une cargaison de briques est percuté par un gros navire allemand, le Smyrna ; l'équipage des 17 hommes peut prendre place dans le canot de sauvetage Mary Stanford (en) de la Royal Navy lancé depuis le port de Rye, mais celui-ci sombre en mer tout près de la côte dans la baie de Winchelsea et tout l'équipage périt. Dans l'église St Thomas martyr de Winchelsea, un vitrail commémoratif et votif[23] du naufrage, porte en son centre la locution Ad majorem Dei gloriam entourée des noms des disparus
  - Sur le mur est du chœur de l'église St Laurent de North Hinksey (en) près d'Oxford en Angleterre, un vitrail peint offert par un donateur et réalisé en 1930 représente l'apparition du Christ ressuscité à Marie-Madeleine. En bas du vitrail, au-dessus du nom du donateur figure A.M.D.G.
  - Dans l'église paroissiale Xóm Chiếu au centre de Saïgon au Vietnam, l'un des vitraux représente Ignace de Loyola, la main sur un livre où est inscrit AMDG[24]
  - Dans la cathédrale Saint-Joseph de Hanoï au Vietnam, un vitrail représente Ignace de Loyola debout devant une table, où est posé un livre sur lequel est inscrit AMDG
- Sculptée ou gravée sur des monuments civils :
  - Sculptée ou gravée au fronton des universités citées plus haut, ou peinte dans leur hall d'honneur ou dans l'une de leurs salles d'honneur
  - La Porte de Menin à Ypres en Belgique est un monument à la mémoire des soldats britanniques morts au cours des batailles autour du saillant d'Ypres pendant la Première Guerre mondiale, il porte sur ses parois intérieures et extérieures les noms de tous les morts qui furent identifiés. Concernant les disparus non identifiés, une plaque en anglais à leur mémoire à l'intérieur du monument porte en exergue Ad majorem Dei gloriam.